# John Bevis
John Bevis (* 10. November 1695 in Old Sarum, Wiltshire; † 6. November 1771 in London) war ein englischer Arzt und Amateurastronom.

## Leben
Bevis immatrikulierte sich am 4. April 1712 für das Medizinstudium an der Christ Church in Oxford. Nach seinem Abschluss im Jahr 1718 verbrachte Bevis einige Jahre in Frankreich und Italien und setzte seine Studien der Medizin fort. Nach England kehrte Bevis wahrscheinlich um 1728 zurück und betrieb um 1730 eine blühende Arztpraxis in London. Dort betätigte er sich als Amateurastronom. Er entdeckte 1731 den Krebsnebel, 27 Jahre vor Charles Messiers unabhängiger Wiederentdeckung. Er soll am 28. Mai 1737 eine Bedeckung des Merkur durch die Venus beobachtet haben.
1738 errichtete er in Stoke Newington (Nord-London) ein Privatobservatorium, mit dem er bis 1750 einen Sternkatalog (Uranographia Britannica) zusammenstellte, aus dem ein prächtig ausgestatteter Sternatlas entstehen sollte.
Bevis entwickelte 1748 zusammen mit seinem Londoner Arztkollegen William Watson die Leidener Flasche zu ihrer endgültigen Form. Die beiden verzichteten auf die Flüssigkeit in der Flasche und verkleideten die Flaschenwände innen und außen mit Stanniol.
Bevis war ab 1750 Mitglied der Berliner Akademie der Wissenschaften, 1765 wurde er Fellow der Royal Society. 1768 wurde er als korrespondierendes Mitglied in die Académie des sciences aufgenommen. Er war mit James Bradley befreundet; seine eigenen Beobachtungen bestätigten Bradleys Entdeckung der Aberration.
Bevis starb am 6. November 1771 an den Folgen eines Sturzes von seinem Teleskop.

## Die Uranographia Britannica
Bevis orientierte sich an den Arbeiten von Johann Bayer und John Flamsteed. Er kombinierte seine eigenen Positionsbestimmungen mit denen, die Flamsteed in Greenwich gewonnen hatte, und den Beobachtungen von Edmond Halley von St. Helena aus. Die Sternkarten umfassten 79 Sternbilder und basierten auf einem Katalog von 3550 Sternen (Epoche 1746 – ekliptisches Koordinatensystem). Völlig neu war, dass der Atlas Bevis’ nicht nur Fixsterne darstellte, sondern auch elf „neblige“ Objekte: heute als M1 (Krebsnebel), M31 (Andromedanebel), M42 (Orionnebel), M44 (Praesepe), M45 (Plejaden), M11, M13, M22, M35 sowie Omega Centauri und NGC 6231 benannt.
1748 erwähnte er seine Arbeit in einem Brief an Abbé Lacaille. Es gelang ihm, für die Finanzierung des Druckes der Sternkarten über 180 Subskriptionen einzuwerben.
Da der Verleger (John Neale) jedoch pleiteging, wurden die zwischen 1748 und 1750 angefertigten Druckplatten beschlagnahmt und der Atlas nie offiziell veröffentlicht. Jedoch waren vorher einige (unvollständige) Drucke angefertigt worden (einen davon sandte Bevis an Messier, der ihn 1784 erwähnte). Bei der Versteigerung seines Nachlasses (1785) wurden auch drei nahezu vollständige Atlanten und eine Anzahl Sätze der Sternkarten veräußert. 1786 wurden Sternkartensätze (lediglich 51 Karten umfassend) in gebundener Form und unter dem Titel Atlas Celeste auf den Markt geworfen. Sie geben keinen Hinweis auf John Bevis; der „Verleger“ ist unbekannt.
Bis 1981 war der Atlas nahezu vollständig vergessen. Im Jahr 1998 machte die Manchester Astronomical Society ein neu entdecktes Exemplar auf CD-ROM der Öffentlichkeit zugänglich.